# Montmirail (Marne)
 Montmirail  es una población y comuna francesa, en la región de Gran Este, departamento de Marne, en el distrito de Épernay y cantón de Montmirail.

## Demografía
| 2777 | 3061 | 3423 | 3696 | 3812 | 3783 |
| Para los censos de 1962 a 1999 la población legal corresponde a la población sin duplicidades (Fuente: INSEE [Consultar]) |      |      |      |      |      |